# Ангеліка
Ангеліка (фр. Angélique, нім. Angelica) — струнний музичний інструмент, різновид лютні, що був поширений в Європі в кінці XVII та початку XVIII століття. Вперше цей інструмент згадується Міхаелем Преторіусом, який стверджував, що на ангеліці грають так само, як на арфі, хоча до наших днів не дійшло творів для ангеліки, де вона використовується подібним чином.
Ангеліка поєднувала риси конструкції, що властиві лютні, арфі і теорби. Як і у лютні, у неї був грушоподібний корпус і 15–17 струн завдовжки 54–70 см. З іншого боку, гриф ангеліки (як і теорби) мав додаткову секцію, що містила 8–10 басових струн.
Ангеліка налаштовувалася діатонічно, як арфа: C – D – E – F – G – A – B – c – d – e – f – g – a – b – c' – d' – e'. Діапазон при цьому виходив той же, що і у французької, або малої теорби, але лад останньої частіше був іншим: C – D – E – F – G – A – B – c – d – g – c' – e' – a – d'. Діатонічна настройка обмежувала діапазон ангеліки, але дозволяла отримати чистий і сильний звук за рахунок використання відкритих струн. Іноді використовували частково діатонічний лад: A – B – C – D – E – F – G – A – B – c – d – f – a – d – f '.
Ґрунтуючись на неправильному тлумаченні назви «ангеліка», деякі автори стверджували, що вона винайдена в Англії. Джеймс Талбот припустив, що назва походить від французького слова, що означає «ангельська» і дана інструменту за гарний звук.
Музика для ангеліки записується у вигляді французької табулатури, причому басові лінії використовуються у різних авторів по-різному.
Український музичний інструмент торбан походить від ангеліки.